# Андрієвка (Чаїнський район)
Андрі́євка (рос. Андреевка) — село у складі Чаїнського району Томської області, Росія. Входить до складу Чаїнського сільського поселення.

## Населення
Населення — 29 осіб (2010; 59 у 2002).
Національний склад (станом на 2002 рік):
- росіяни — 96 %